# Richie Regan
Richard Joseph Regan (né le 30 novembre 1930 à Newark, New Jersey ; décédé le 24 décembre 2002 à Newark, New Jersey) était un ancien joueur et entraîneur américain de basket-ball.
Issu de l'université de Seton Hall durant les années 1950. Son équipe participa à trois National Invitation Tournament, le remportant en 1953. À sa sortie de l'université, il fut sélectionné par les Rochester Royals au 5e rang de la draft 1953. Regan joua trois saisons avec les Royals pour une moyenne de 8.3 points par match. Il participa au All-Star Game en 1957.
Regan est devenu à la suite de sa carrière de joueur entraîneur et directeur sportif à Seton Hall.